# Marco Calvani (allenatore di pallacanestro)
Marco Calvani (Roma, 23 febbraio 1963) è un allenatore di pallacanestro italiano.

## Carriera
Inizia la sua carriera nel 1982, con esperienze anche nella femminile del Cus, a Roma. Si occupa poi dei settori giovanili della Stella Azzurra Roma prima e della Virtus Roma poi, inframmezzando alcune esperienze in Serie C a Termoli, Palmi e Benevento.
Nel 1996 è stato vice allenatore della Nazionale Under-20 ai Campionati Europei in Turchia.
Ha lunga carriera come assistente allenatore dal 1990 al 2001 per la Virtus Roma, di cui è capo allenatore per 8 partite nel 1998-99 e per 13 nel 1999-00, subentrando a Valerio Bianchini e a Cesare Pancotto. Finito il compito come traghettatore, torna al suo posto come vice-allenatore e membro dell'organigramma della società.
Nel 2002-03 firma per la RB Montecatini Terme (B1) come capo allenatore. È il primo di tre anni positivi: promozione in A2 (da esordiente), semifinali playoff e salvezza.
Nel 2005-06 è al timone della Scavolini Pesaro, ripartita dalla terza serie dopo alcune difficoltà finanziarie. A fine stagione Calvani ottiene il risultato prefisso: la Scavolini-SPAR vince i play-off per accedere alla Legadue. Nella stessa stagione vince anche la Coppa Italia di Serie B1. L'anno successivo viene esonerato a metà campionato con la squadra al 3º posto in classifica.
Nella stagione 2007-08 subentra a coach Teoman Alibegović alla guida della Legea Scafati in Serie A.
Nella stagione 2008-09 è stato allenatore del Basket Trapani in serie A Dilettanti. Nella stagione 2009-10 torna a Scafati per subentrare a coach Gresta in Legadue.
Il 27 gennaio 2012 viene nominato coach della Virtus Roma fino al termine della stagione, in sostituzione dell'esonerato Lino Lardo. È confermato nella stagione successiva. Nel campionato seguente (2012-13) raggiunti i playoff approda in finale dopo la vittoria (4-3) in semifinale sulla Lenovo Cantù.
Nonostante la stagione eccezionale, viene sostituito sulla panchina della Virtus Roma da coach Luca Dalmonte per la stagione 2013-2014.
Nel gennaio 2014 subentra sulla panchina del Barcellona Pozzo di Gotto.
L'11 giugno 2014 firma un accordo biennale con l'Azzurro Napoli Basket.
Il 22 novembre 2015 subentra sulla panchina della Dinamo Sassari al posto dell'esonerato Romeo Sacchetti.
Dal 1991 al 2001 è stato istruttore ai Corsi Allenatori per la Federazione Italiana Pallacanestro. È stato formatore ai Corsi Nazionali per allenatori. È inoltre presidente della Giuria Tecnica de "La retina d'oro", conferimento ricevuto nel 2013.
Il 6 marzo 2016, dopo la sconfitta casalinga con Bologna, si è dimesso dalla carica di allenatore della Dinamo Sassari.
Il 21 giugno seguente firma un accordo annuale con l'Unione Sportiva Basket Recanati dove non era stato rinnovato il contratto a Giancarlo Sacco. A novembre, però, viene esonerato dal Club marchigiano dopo 7 sconfitte consecutive, per essere sostituito nuovamente da Giancarlo Sacco. 
Il 3 luglio 2017 firma un accordo annuale con la Viola Reggio Calabria.

## Palmarès
- Promozioni dalla Serie B1 alla LegADue: 2
Montecatini 2003, Pesaro 2006
- Coppa Italia di Serie B d'Eccellenza: 1
Pesaro 2006
- come vice allenatore: 2
Coppa Korac 1992, SuperCoppa 2000
- Supercoppa LNP di Serie B: 1

Orzinuovi: 2022
- Coppa Italia LNP: 1

Orzinuovi: 2023